# Ghiacciaio Montecchi
Il ghiacciaio Montecchi è un ghiacciaio situato sulla costa di Borchgrevink, nella regione nord-occidentale della Dipendenza di Ross, in Antartide. In particolare, il ghiacciaio, il cui punto più alto si trova a circa 2000 m s.l.m., ha origine sul versante centro-orientale dei monti della Vittoria e da qui fluisce verso est, a partire dal versante orientale del picco Bertalan e scorrendo lungo il versante settentrionale del monte Hazlett, fino a unire il proprio flusso a quello del ghiacciaio Tucker.

## Storia
Il ghiacciaio Montecchi è stato mappato per la prima volta dallo United States Geological Survey grazie a fotografie aeree scattate dalla marina militare statunitense (USN) nel periodo 1960-62, e così battezzato dal comitato consultivo dei nomi antartici in onore di Pietrantonio Montecchi, geofisico di stanza alla stazione McMurdo nel periodo 1966-67.